# Fire Emblem Seisen no Keifu

Menu của Fire Emblem Seisen no Keifu

Fire Emblem Seisen no Keifu (tiếng Nhật: ファイアーエムブレム 聖戦の系譜) là phiên bản game thứ 4 trong series game chiến thuật Fire Emblem được hãng Nintendō phát hành vào ngày 14 tháng 5 năm 1996. Tên game có nghĩa là "phả hệ của cuộc thánh chiến". Đây là phiên bản Fire Emblem thứ hai trên hệ máy Snes và cũng là game Fire Emblem cuối cùng của Yokoi Gumpei.
Game này còn được cung cấp qua Wii Virtual Console ngày 30 tháng 01 năm 2007.
Fire Emblem Seisen no Keifu thường được gọi tắt là FE4 trong cộng đồng gamer.

## Khái yếu
Seisen no Keifu (từ nay sẽ gọi tắt là Seisen) là tác phẩm thứ 4 trong series Fire Emblem (từ nay sẽ gọi tắt là FE) với thế giới quan hoàn toàn khác hẳn so với các phiên bản trước. Bối cảnh của game là đại lục Jugdrall, nơi diễn ra cuộc chiến tranh được gọi là "thánh chiến" và truyền thuyết về các thánh chiến sĩ mang lại hòa bình và hậu thân của họ. 
Giống với phiên bản trước là Monshō no Nazo, Seisen cũng được cấu thành gồm hai phần nhưng Seisen đi sâu vào quan hệ giữa các quốc gia trong đại lục. Nó nhấn mạnh vào các cuộc chiến giữa các nước, đề cập tới khía cạnh một mặt thì mong muốn hòa bình cho đất nước mình nhưng mặt khác lại tiến hành xâm lược tha quốc. Một đặc trưng của Seisen là nó xoáy sâu vào các bi kịch được triển khai từ chiến tranh. Theo nhà phát triển thì ý đồ của họ là "muốn truyền đạt những nỗi đau của chiến tranh" đến người chơi thông qua câu chuyện của Seisen.
Một đặc điểm nữa là Fire Emblem, vật tượng trưng đã trở thành thương hiệu của series game này đã không còn giữ vị trí quan trọng như trong các phiên bản trước nữa. Nếu trước đây "dấu ấn lửa" luôn giữ vai trò chìa khóa quan trọng để giải quyết vấn đề thì trong Seisen, nó chỉ là gia huy của một nhà công tước mà thôi. Vì vậy nó không liên hệ mật thiết đến cốt truyện mà chỉ xuất hiện khá mờ nhạt.
Về mặt gameplay thì Seisen có nhiều đổi mới đáng kể để các phiên bản sau kế thừa, chẳng hạn như hệ thống skill (kỹ năng), yếu tố "bao-búa-kéo" giữa các loại vũ khí, khả năng tiếp tục di chuyển của kỵ binh sau khi hành động. Mặt khác Seisen còn có nhiều yếu tố độc đáo của riêng nó như bản đồ rộng, hệ thống luyến ái giữa các nhân vật, cách tính tần số, độ thành thạo vũ khí,...
Theo tiến triển của câu chuyện, trong quá trình chơi, giữa các nhân vật sẽ nảy sinh tình cảm luyến ái và đưa đến hôn nhân để cho ra đời thế hệ sau. Tùy vào cách "ghép cặp" của người chơi mà các nhân vật ở thế hệ sau sẽ thay đổi khác nhau. Đây là một điều làm nên sức hấp dẫn độc đáo của Seisen, đến nỗi đã hơn 10 năm kể từ ngày phát hành, nó vẫn được rất nhiều người chơi hâm mộ và chơi đi chơi lại cho đến tận ngày nay, bởi lẽ mỗi lần chơi là mỗi lần trải nghiệm khác nhau.
Tên các nhân vật chủ yếu và các Item truyền thuyết trong game đều bắt nguồn từ thần thoại Bắc Âu, bên cạnh đó các địa danh trong game cũng ít nhiều liên quan đến địa danh, thần thoại các nước trong thực tế.
Thiết kế chính (Game designer): Kaga Shōzō
Super Adviser: Terasaki Keisuke
Chief Conductor: Narita Tsū
Âm nhạc: Yokotsuji Yuka

## Nội dung
Năm 440 lịch Gran, Hắc ám thần Loputousu giáng lâm vào đại tư giáo Gale. 
Ông ta thành lập nên giáo đoàn hắc ám Loputo tôn sùng Hắc ám thần Loputousu. Năm 447, xảy ra loạn thập nhị ma tướng, nước cộng hòa Gran diệt vong và Đế quốc Loputo được thành lập.
Đế quốc Loputo săn lùng trẻ con, sát hại dân lành, gieo rắc sự hoảng sợ khắp nơi. Trong bối cảnh đó, vào năm 553, người em trai của Hoàng đế Loputo là Hoàng thân Maira đã đứng lên phất cờ khởi nghĩa, kêu gọi lật đổ Loputo ở khắp nơi. Cuộc phản loạn bành trướng với quy mô lớn nhưng rồi đội quân giải phóng bị dồn đến chân tuyệt vọng, cuối cùng co cụm trong đồn Darna. Lúc đó "thần linh" giáng lâm vào 12 chiến sĩ quân giải phóng trong đồn, và thế là 12 thánh chiến sĩ huyền thoại đản sinh vào năm 632, lịch Gran.

Cảnh mở đầu của Fire Emblem Seisen no Keifu

Được 12 thánh chiến sĩ giúp sức, đội quân giải phóng bắt đầu cuộc thánh chiến lật đổ Đế quốc Loputo vào năm sau. Năm 648, 15 năm sau đó, họ đã tiêu diệt được Đế quốc Loputo. Thập nhị thánh chiến sĩ anh hùng tản mác đi khắp nơi, họ gây dựng nên bảy công quốc hợp thành đại vương quốc Granbell và năm vương quốc lân bang.
Sau đó khoảng trăm năm, vào năm 757, xảy ra việc vương quốc Isaac ở phương Đông nổi loạn. Trong khi vương quốc Granbell gửi binh đi trấn áp Isaac thì bất ngờ nước láng giềng Verdane đột phá đường biên giới, bắt công nương Edin thuộc công quốc Junvy. Công tử Sigurd được cha là Bairon giao cho trấn thủ thành Chalphy khi viễn chinh phạt Isaac. Đứng trước nguy cơ đất nước bị Verdane tấn công, Sigurd đã quyết định xuất binh. Và lúc này, không một ai biết trước rằng trận đánh này sẽ mở màn cho những bi kịch xảy ra sau đó...

## Cách chơi

### Bản đồ chiến đấu rộng lớn
Toàn bộ game được chia thành 12 màn, con số quá ít so với các phiên bản trước. Tuy nhiên, mỗi một màn của Seisen lại rất rộng lớn và được chia thành nhiều "phân cảnh" nhỏ. Khác với các phiên bản khác, Seisen không có màn nào chiến đấu trong thành và toàn bộ đơn vị đều được phép xuất kích trong map thay vì bị hạn chế số lượng như ở phiên bản khác. 
Giống như các phiên bản khác, điều kiện thắng lợi trong Seisen là chiếm được cứ điểm của quân địch. Nhưng không dễ dàng như vậy. Đầu tiên, người chơi chỉ có thể di chuyển trong một phần nhỏ của toàn bản đồ. Sau khi chiếm được thành của quân địch trong phần lãnh địa đó thì sẽ có các event làm xuất hiện thêm đường đi mới, quân địch mới và phạm vi hành động của người chơi cũng được mở rộng. Game cho phép người chơi save ở đầu mỗi Turn trong từng màn.

### Hệ thống skill
Ngoài các thông số như sức mạnh, tốc độ ra thì các nhân vật trong Seisen còn có hệ thống skill ảnh hưởng tới năng lực của họ. Skill được phân làm hai loại là skill binh chủng và skill cá nhân. Skill binh chủng là đặc thù của từng loại class và bất cứ nhân vật nào ở class đó cũng đều có được skill tương ứng. Skill cá nhân là riêng biệt của từng đơn vị và được di truyền theo huyết thống.
Hệ thống skill là yếu tố ảnh hưởng lớn đến tính chiến thuật và cục diện của trận đánh. Và khác với trước, trong Seisen nếu nhân vật không có skill "Hissatsu" (tất sát) thì sẽ không ra đòn đánh tất sát được. Đòn tất sát gây thương tích gấp 2 thay vì gấp 3 như các phiên bản trước. Ngoài ra đòn đánh tất sát còn phát động ngẫu nhiên khi các nhân vật có quan hệ huyết thống, luyến ái đứng cạnh nhau hoặc khi độ thành thạo vũ khí lên cao và khi sử dụng vũ khí đặc thù.

### Quan hệ bao-búa-kéo
Lần đầu tiên trong series, quan hệ bao búa kéo xuất hiện ở Seisen và trở thành một trong những yếu tố chuẩn để các phiên bản sau noi theo. Quan hệ bao búa kéo tức là tính tương sinh, tương khắc giữa các loại vũ khí. Chẳng hạn, kiếm sẽ hữu lợi khi đối với rìu nhưng lại bất lợi khi đối với trường thương. Trường thương sẽ lợi khi đối với kiếm nhưng bất lợi đối với rìu. Các loại ma pháp cũng tuân theo quy tắc tương tự. Thuộc tính hỏa mạnh hơn thuộc tính phong nhưng lại bị thuộc tính lôi khắc chế, lôi khắc hỏa nhưng lại bị phong chế ngự. Đây là lần đầu tiên hệ thống tương sinh tương khắc được áp dụng nên nó vẫn còn nhiều sai sót. Đến phiên bản sau thì hệ thống này mới được cải thiện dần. Quan hệ tương sinh tương khắc của vũ khí, ma pháp chỉ ảnh hưởng đến phần trăm đánh trúng và né đòn của nhân vật mang chúng mà thôi.

### Binh chủng
Về binh chủng (class) thì Seisen kế thừa các ưu điểm của các phiên bản trước. Về cơ bản thì vẫn giữ nguyên nhưng nó còn thêm vào một số yếu tố đặc trưng. Sau khi class change, nhân vật sẽ nhận được nhiều lợi điểm như gia tăng chỉ số sức mạnh, phạm vi di chuyển được mở rộng, khả năng sử dụng vũ khí được cải thiện,...
Trong Seisen, ngoài class Dancer (con hát) thì toàn bộ nhân vật đều có thể class change được. Tuy nhiên, khác với trước, sau khi class change thì nhân vật không bị reset level mà vẫn giữ mức level như cũ. Giới hạn level là 30.
Mỗi một class trong Seisen đều có khả năng sử dụng vũ khí cố định. Ngoài việc class change sang class khác và bị ảnh hưởng bởi dòng máu thánh thì không còn cách nào khác để nhân vật cải thiện được khả năng sử dụng vũ khí.

### Hai thế hệ, hai câu chuyện
Điểm quan trọng nhất của Seisen chính là hai thế hệ cấu thành nên câu chuyện của nó. Hầu hết các nhân vật xuất hiện trong đời trước sẽ không xuất hiện ở đời sau (trừ nhân vật Fin) và người chơi sẽ điều khiển đội quân gồm con cái của họ ở nửa sau. 
Trong quá trình chơi, nếu hai nhân vật nam và nữ đứng cạnh nhau trong nhiều lượt thì độ luyến ái của họ tăng cao và cuối cùng trở thành tình nhân của nhau. Khi đã có quan hệ luyến ái thì nếu nếu hai nhân vật này đứng cạnh nhau, lực tấn công của họ được gia tăng thành đòn tất sát. Ngoài ra còn xuất hiện thêm command tặng tiền bạc cho người tình.
Ở nửa sau của game sẽ xuất hiện các nhân vật con cái của các nhân vật nữ trong nữa trước. Thông số sức mạnh, skill của nhân vật đời con sẽ biến động phụ thuộc vào nhân vật cha. Do vậy, việc lựa chọn đối tượng để ghép cặp với các nhân vật nữ ở nửa trước là nhân tố quan trọng quyết định đời sau sẽ gặp thuận lợi hay khó khăn. Nhân vật cha còn truyền lại vũ khí, tiền và phần trăm gia tăng sức mạnh khi level up cho nhân vật con.
Nếu nhân vật nữ ở đời trước không "kết hôn" (không yêu đương, hoặc chết giữa chừng) thì đời sau sẽ không xuất hiện con cái của họ. Thay vào đó là các nhân vật thay thế không rõ lai lịch. Những nhân vật này thường được gọi là "nhân vật bình dân" và chịu nhiều thiệt thòi hơn các nhân vật do nhân vật nữ đời trước sinh ra. Nhân vật thay thế có chỉ số sức mạnh yếu hơn, phần trăm gia tăng khi level up cũng kém hơn và thường là không có skill tốt. Nhưng Seisen cũng có các event hội thoại giúp nhân vật thay thế gia tăng sức mạnh.
Ngoài ra, nếu hai nhân vật yêu nhau, khi trở về thành chính sẽ xuất hiện event hội thoại chào đón. Event này thay đổi tùy thuộc vào nhân vật nam hay nữ về thành trước.
Một điểm khác với những phiên bản trước là mỗi nhân vật sở hữu một "ngân khố" riêng thay vì dùng chung tiền như trước. Ngoài ra, nhân vật cũng không thể trực tiếp trao Item cho nhau được mà phải thông qua cửa hiệu trung gian trong thành chính. Nếu muốn nhân vật A trao món đồ B của mình cho nhân vật C thì A phải bán B cho cửa hiệu và C phải mua lại nó từ hiệu. Trong thành chính còn có cửa hiệu sửa chữa vũ khí hỏng (dùng tiền). Hệ thống này đòi hỏi người chơi phải khéo léo vận dụng mọi yếu tố để kiếm được tiền, mua sắm đồ trang bị. 
Ở phiên bản này, gậy Valkyrie hồi sinh người chết có thể được sửa chữa sau khi dùng nếu có đủ tiền. Vì vậy chỉ cần đảm bảo được hai yếu tố là người sử dụng (người thừa kế) và tiền bạc là có thể hồi sinh cho nhiều nhân vật.
Các cửa hiệu cũng không nằm rải rác trong các màn như trước mà tập trung tại thành chính ở mỗi màn. Người chơi giao tiếp với các cửa hiệu này thông qua command trên màn hình. Ngoài ra, đấu trường trong Seisen cũng khác các bản game trước là nếu nhân vật bị đánh, mức HP còn 0 thì sẽ không "chết" mà được hồi phục HP còn 1 và bị đuổi ra khỏi đấu trường. Đối thủ xuất hiện trong đấu trường không ngẫu nhiên mà cố định theo một trình tự được sắp xếp sẵn. Mỗi nhân vật chỉ được chiến đấu với 7 đối thủ trong đấu trường ở mỗi màn. Sau khi chiến thắng hết số này thì nhân vật đó không còn tham gia đấu trường của màn đó được nữa.
Nếu điều kiện thất bại của các bản trước là nhân vật chính bị tấn công với mức HP xuống 0 thì Seisen còn có thêm một điều kiện nữa. Đó là khi thành chính bị quân địch chiếm được. Do đó ở bản này, người chơi còn có command cho nhân vật trấn thủ thành.

### Loạn số
Mọi hành động, tỉ lệ phần trăm trong Seisen được chi phối bởi loạn số (dãy số ngẫu nhiên). Cùng một save data, dù cho có reset game nhiều lần nhưng thực hiện cùng một thao tác thì kết quả sẽ không bao giờ thay đổi. Ngược lại, cùng một save data nhưng chỉ cần reset game và thực hiện thao tác khác thì kết quả sẽ khác. Tính chất này được người chơi lợi dụng trong việc "luyện quân" và tránh tình huống bất lợi. Ở các game RPG khác thì người chơi thường reset game cho đến khi nào đạt kết quả mong muốn.

## Thế giới quan
Bối cảnh của Seisen là đại lục Jugdrall được cấu thành bởi các quốc gia sau đây (thời điểm bắt đầu câu chuyện):
Vương quốc Granbell (グランベル王国)
Vương quốc hùng mạnh nhất đại lục, được hình thành bởi vương gia Barhara:(con cháu của thánh giả Heim, sở hữu pháp thuật ánh sáng Narga), công quốc:Verthomer (con cháu của thánh chiến sĩ Fala), công quốc Edda (dòng dõi của:đại tư giáo Blagi), công quốc Freege (dòng dõi thánh chiến sĩ Tordo), công:quốc Chalphy (dòng dõi thánh kỵ sĩ Baldo), công quốc Dozul (dòng dõi thánh:chiến sĩ Neir) và công quốc Jungvy (dòng dõi thánh chiến sĩ Ulur).
Liên hợp vương quốc Agustria (アグストリア諸公連合)
Là đất nước của các kỵ sĩ ở phía Tây của đại lục Jugdrall. Minh chủ của khối:liên hợp này là vương gia Agusty, trực hệ của hắc kỵ sĩ Hezul. Tuy nhiên trong:số các con cái của Agusty thì ấn thánh Hezul xuất hiện ở cô con gái út, và cô:này về làm dâu nhà Nodion kể dưới đây. Từ đó trở đi, Agusty trao ma kiếm:Mistoltin cho vương quốc Nodion với điều kiện Nodion phải tận trung với:Agusty.
Vương quốc Nodion (ノディオン王国)
Vương gia Nodion là một trong số các chư hầu hợp thành liên hợp vương:quốc Agustria. Quốc vương là Eltoshan, hậu duệ của hắc kỵ sĩ Hezul, sử ma:kiếm Mistoltin và thề tận trung với Agustria. Ngoài Nodion ra thì còn có các:tiểu vương quốc khác hợp thành khối liên hợp Agustria như Anphony, Mackily,:Madino và Heirein.
Vương quốc Manster (レンスター王国)
Vương quốc phân chia bán đảo Thracia ở phía Đông Nam đại lục thành hai:phần. Trong quá khứ, vùng đất này nằm dưới sự cai trị hà khắc của con cái:của thánh chiến sĩ Dain. Sau đó, dòng dõi thánh chiến sĩ Nova đã lãnh đạo:chư hầu đứng lên khởi nghĩa. Vương gia Lenster thừa kế địa thương của:thánh chiến sĩ Nova.
Vương quốc Thracia (トラキア王国)
Vương quốc phía Nam bán đảo Thracia. Địa hình phần lớn là đồi núi hiểm trở,:đất đai nghèo nàn nên không thể canh tác mà sống dựa vào việc đánh thuê.:Vương gia Thracia thừa hưởng thiên thương của thánh chiến sĩ Dain.
Thracia còn là sản địa của loài phi long, sở hữu đội phi long kỵ sĩ hùng mạnh
nhất nhì đại lục.
Vương quốc Silesia (シレジア王国)
Vương quốc nằm ở phía Bắc đại lục, được phong ma chiến sĩ Sety trong số:12 thánh chiến sĩ xây dựng. Đất nước này được tuyết phủ quanh năm và là:sản địa của loài thiên mã (Pegasus), quê hương của các phong ma đạo sĩ.
Vương gia Silesia thừa kế pháp thuật gió Pholsety.
Vương quốc Isaac (イザーク王国)
Đất nước của dân du mục nằm ở phía Đông Bắc đại lục Jugdrall. Vương gia:Isaac thừa hưởng thần kiếm Balmunk từ thánh chiến sĩ Ordo. Đây còn là nơi
sản sinh ra lực lượng kiếm sĩ với tốc độ và kỹ năng bạt quần.
Vương quốc Verdane (ヴェルダン王国)
Đất nước được rừng rậm và ao hồ bao phủ, nằm ở phía Tây Nam đại lục.:Quân đội của vương quốc này được cấu thành bởi lực lượng sơn tặc và các
bộ tộc man di. Đất nước này bị khinh miệt như là mọi rợ trong game.
Đế quốc Loputo (ロプト帝国)
Thời điểm bắt đầu game thì Đế quốc này không còn tồn tại.
Mấy trăm năm trước, đại tư giáo Gale vượt biển sang đại lục Akania (bối cảnh trong Monshō no Nazo), ký giao kết với Hắc ám:thần Loputousu rồi dùng sức mạnh đó chinh phục đại lục Jugdrall, dựng nên:Đế quốc Loputo. Sau Đế quốc này bị Hoàng thân Maira lãnh đạo chư hầu tiêu:diệt. Tuy nhiên dòng máu của Hắc ám thần vẫn được di truyền trong các con:cháu của Maira và đây là nguyên nhân chính dẫn đến bi kịch sau này.

## Thần linh

### Thập nhị thánh chiến sĩ
Đây là 12 chiến sĩ được thần linh giáng lâm trong cuộc thánh chiến chống Đế quốc Loputo lần trước. Sức mạnh của họ được di truyền cho đứa con trực hệ và trên cơ thể đứa con này sẽ xuất hiện dấu ấn thánh.
Thánh giả Heim
Lão nhân lãnh đạo đội quân giải phóng, sử dụng pháp thuật ánh sáng Narga.
Sau cuộc chiến, Heim gây dựng nên vương quốc Granbell.
Thánh kỵ sĩ Baldo
Nam kỵ sĩ sử dụng thánh kiếm Tyrfing. Sau trở thành chủ công quốc Chalphy.
Chiến sĩ ma thuật Fala
Nữ ma thuật sĩ sử dụng ma thuật lửa Fala Flame. Sau thành chủ công quốc:Verthomer.
Kỵ sĩ ma thuật Tordo
Nam kỵ sĩ sử pháp thuật sấm sét Thor Hammer. Sau thành chủ công quốc:Freege.
Đại tư tế Blagi
Nhân vật sử dụng gậy phép thuật hồi sinh Valkyrie. Sau thành chủ công quốc:Edda.
Cung chiến sĩ Ulur
Nữ chiến binh sử cung thần Ichiival. Sau thành chủ công quốc Jungvy.
Phủ chiến sĩ Neir
Chiến binh dụng búa thần Swanchika. Sau thành chủ công quốc Dozul.
Long kỵ sĩ Dain
Nam kỵ sĩ sử thiên thương Gungnir. Sau cuộc chiến, Dain gây dựng nên
vương quốc Thracia.
Thương kỵ sĩ Nova
Em gái của long kỵ sĩ Dain, dụng địa thương Geyborg.
Phong ma đạo sĩ Sety
Chiến sĩ ma pháp dụng pháp thuật gió Pholsety. Khai tổ của vương quốc Silesia sau này.
Thánh kiếm sĩ Ordo
Nam kiếm sĩ dụng thần kiếm Balmunk. Sau gây dựng nên đất nước Isaac.

### Thập nhị ma tướng
Đây là nhóm chiến binh bí ẩn từ đời đại tư giáo Gale, được Yurius hồi sinh. Tên của 12 ma tướng này đều là tên Đức và còn xuất hiện trong Thracia 776 và Shin Ankoku Ryū. Theo tiểu thuyết FE thì đây là nhóm chiến binh trẻ hiếu chiến do Gale tập hợp được.

### Cổ đại long tộc
Là long tộc từng xuất hiện ở phiên bản trước, sinh sống khắp đại lục Akania. Long tộc gồm có thần long, địa long, hỏa long... và xây dựng nên xã hội văn minh mà trí lực của loài người không sao bì kịp. Trong Seisen, long tộc ban cho loài người sức mạnh của mình thông qua các loại vũ khí và dòng máu của mình.
Loputousu
Vào thời kỳ cuối cùng của nền văn minh cực thịnh của Long tộc ở đại lục:Akania, thần long vương Narga bắt đầu thuyết phục bộ tộc của mình rằng thời đại của loài rồng đã suy thoái, chuẩn bị nhường chỗ cho loài người. Tuy nhiên, trong số cổ đại long có các thành phần bám víu vào vinh quang cũ và không tin lời Narga. Loputousu là một trong số đó. Trong lúc địa long tộc ra:sức mạt sát loài người thì đại tư giáo Gale ở đại lục Jugdrall tin vào truyền:thuyết long tộc cổ đại, lặn lội tìm đến Akania, uống máu kết giao với:Loputousu. Loputousu ban cho Galo hắc thánh thư chứa oán niệm của mình đối với nhân loại. Khi chạm vào, oán niệm được giải phóng và tinh thần của kẻ sở hữu sách thánh bị chi phối hoàn toàn, trở thành Loputousu thứ hai. Nói cách khác, Loputousu đã thành công trong việc lợi dụng Gale để gieo rắc tai họa cho loài người kể cả sau khi chết.
Narga
Vua của thần long tộc, loài mạnh nhất trong số cổ đại long tộc. Sau khi biết:được vận mệnh không thể tránh khỏi của long tộc, Narga ra sức thuyết giảng tộc của mình nhường chỗ cho một loại chúng sinh mới và từ đó xảy ra đối lập với địa long tộc. Khi biết được Loputousu đã vươn tay ra khỏi đại lục Akania, Narga dẫn theo 11 long tộc khác gồm Mistoltin, Pholsety, Salamander... đến đại lục Jugdrall, ban cho 12 chiến sĩ quân giải phóng trong đồn Darna sức mạnh của mình. Sức mạnh của Narga được truyền thụ cho thánh giả Heim,:người lãnh đạo đội quân giải phóng. Và đúng như Narga lo sợ, giao kết máu giữa long tộc với con người đã gây nhiều xáo trộn trong xã hội loài người sau:này.

### Các vị thần khác
Đó là đối tượng được tôn bái ở đại lục Jugdrall, gồm các vị thần được tín ngưỡng từ trước khi 12 thánh chiến sĩ xuất hiện. Những người sinh thời được gọi là anh hùng thì sau khi chết cũng được thần cách hóa vào hàng ngũ những vị thần mới.
Yurdo (Gran)
Thiên không thần, vị thần tối cao trong số các thần linh dựng nước. Tên của vị thần này bắt nguồn từ tên quốc gia đầu tiên của đại lục Jugdrall.
Thập nhị sứ đồ
Các vị thần mới nhất trong số các thần linh. Thập nhị sứ đồ còn được gọi là thần bảo hộ và võ thần. Các anh hùng trong cuộc chiến lần trước được thần cách hóa và gia nhập hàng ngũ này. Thánh chiến sĩ Blagi trong số thập nhị:thánh chiến sĩ được gọi là thần cai quản sinh mệnh và vận mệnh, được tính vào trong số này. Tuy nhiên, game không nói rõ là thập nhị sứ đồ có đồng nhất với thập nhị thần tướng hay không.

### Vũ khí truyền thuyết
Là 12 món vũ khí thần được long tộc ban cho 12 chiến sĩ quân giải phóng.
Năm 632, lịch Gran, quân giải phóng bị Đế quốc Gran dồn vào đồn Darna. Lúc đó, thần linh (long tộc) giáng lâm vào 12 chiến sĩ trong đồn, ký huyết giao với họ và ban cho 12 món vũ khí. Những món vũ khí này chứa sức mạnh của thần linh (long tộc) và còn làm gia tăng năng lực của người sở hữu. Những người sử dụng vũ khí này được gọi là thập nhị thánh chiến sĩ và cống hiến không ít vào việc lật đổ Đế quốc Loputo. Sau cuộc chiến, 12 thánh chiến sĩ tản mác khắp nơi và truyền lại dòng máu cùng những món vũ khí này cho con cháu. Cùng là con cháu của thánh chiến sĩ nhưng chỉ có người nào mang dấu ấn thánh chứng tỏ là trực hệ của thánh chiến sĩ mới dùng được món vũ khí thần. Và do chủng loại của 12 món vũ khí này khác nhau nên dẫn tới một điều khó khăn của Seisen nếu người chơi không sắp xếp hợp lý. Đó là việc
thế hệ sau tuy nhận được vũ khí thần, là trực hệ để sử dụng nó nhưng lại không ở class có thể trang bị được vũ khí đó. Và vũ khí thần cũng không thể bán đi được nên trong trường hợp này, nhân vật đành phải mang theo như một gánh nặng hoặc gửi vào kho cá nhân mà không bao giờ sử dụng được.
Vũ khí thần cũng được sửa chữa như vũ khí thông thường nhưng giá tiền cao hơn nhiều lần. Khi sử dụng vũ khí thần thì luôn có cảnh ánh sáng chớp hoặc rồng xuất hiện. Loputousu là món vũ khí thần thứ 13, được xem là hiện thân của Hắc ám thần Loputousu và có công năng giảm một nửa lực công kích của đối phương. Narga là vũ khí thần duy nhất vô hiệu hóa được sức mạnh của Loputousu.

## Ngoài lề
- Trong số các binh chủng của Seisen có Duke và Duke Knight, tương đương với công tước vị thời trung cổ ở châu Âu.
- Trong một đấu trường trong Seisen, có nhân vật tên Mario, trùng tên với nhân vật chính trong series game Mario của Nintendō. Ngoài ra còn có nhân vật tên Lip xuất hiện ở chương 4, trùng tên với nhân vật trong Panel de Pon của Intelligent Systems.
- Khúc nhạc chờ trong đấu trường của Seisen là phiên bản arrange của một khúc nhạc trong Monshō no Nazo.
- Về nội dung, người ta cho rằng Seisen có câu chuyện mang cốt cách của tiểu thuyết lịch sử Homura Tatsu (炎立つ) của nhà văn Nhật Bản Takahashi Katsuhiko. Tiểu thuyết này có bối cảnh là nước Nhật thời Heian và xoay quanh mối xung đột giữa Triều đình và xứ Ezo phương Bắc.
- Seisen còn có các đoạn Opening ẩn và thay đổi theo số lần clear game của người chơi. Số lần clear game càng nhiều thì càng xem được nhiều đoạn Opening ẩn.
- Khúc nhạc BGM "Hikari to Yami to" (ánh sáng và bóng tối) ở chương 10 của Seisen còn được biên soạn lại và sử dụng trong map chơi thử của phiên bản Fire Emblem Sōen no Kiseki sau khi đã clear game.

## Thương phẩm liên quan
Sách hướng dẫn
- Fire Emblem Seisen no Keifu TREASURE

Phát hành ngày 27 tháng 1 năm 1999. ISBN 4757180144. Đây là sách hướng
dẫn chính thức của Intelligent Systems.
Manga
Tác giả Ōsawa Mitsuki.
- Fire Emblem Seisen no Keifu (Media Factory), gồm 16 tập.

Tác giả Fujimori Nattsu
- Fire Emblem Seisen no Keifu (Enix), gồm 6 tập.

Tác giả Fuyuki Nea
- Fire Emblem Hikari wo tsugu mono (Enix), gồm 5 tập.

Tác giả Arisaka Sumi
- Fire Emblem Hikari wo tsugu mono tachi (Kōdansha), 1 tập.

Tiểu thuyết, Game Book
Tác giả Suzuki Gin Ichirō
- Fire Emblem Seisen no Keifu.
- Fire Emblem Seisen no Keifu Shigurudo hen.
- Fire Emblem Seisen no Keifu Saigo no Chiryūzoku.
- Fire Emblem Seisen no Keifu Mori to Mizuumi no Kuni.

Tác giả Takeda Yūichirō
- Tiểu thuyết Fire Emblem Seisen no Keifu (Enix).

Game Book
- Fire Emblem Seisen no Keifu (Enix).

CD
- Fire Emblem Seisen no Keifu Game Music Soundtrack (Tokuma Japan Comunications)
- Fire Emblem Seisen no Keifu Original Soundtrack version (NTT/POLYSTAR).
- FIRE EMBLEM THE BEST 2 (POLYSTAR)

Nhạc phổ
- Fire Emblem Seisen no Keifu Tanoshii Baieru heiyō.

Sáng tác: Yokotsuji Yuka
Arrange: Tampa Asako
Thương phẩm
- Fire Emblem TGC (Trading Card Game)
- Fire Emblem~Seisen no Keifu~EXCEED A GENERATION Vol.1

Bộ hình nhân đồ chơi phát hành ngày 14 tháng 11 năm 2006.
....